# Karl Ludwig Börne

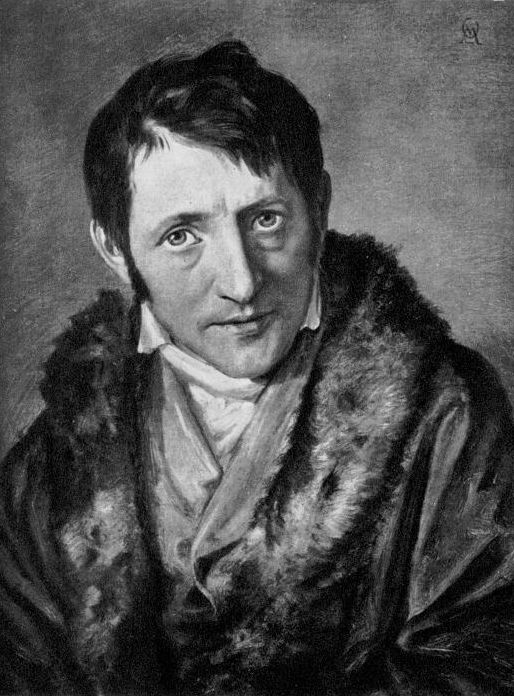
Disegno di Moritz Daniel Oppenheim

Karl Ludwig Börne pseudonimo di Loeb Baruch (Francoforte sul Meno, 6 maggio 1786 – Parigi, 12 febbraio 1837) è stato uno scrittore tedesco, che si occupò prevalentemente di politica e di satira.

## Biografia
Il suo vero nome di nascita fu Loeb Baruch, figlio di Jakob Baruch, appartenente ad una ricca famiglia di banchieri ebraici. Ricevette la sua prima formazione culturale a Gießen, ma viste le difficoltà di ottenere incarichi pubblici a causa della sua origine ebraica, Baruch venne inviato a Berlino per studiare medicina sotto la guida del dottor Markus Herz.
Baruch restò affascinato dalla moglie del suo maestro, Henriette Herz (1764-1847), con la quale ebbe una serie di scambi epistolari. Dopo aver effettuato alcuni soggiorni ad Halle ed Heidelberg dove frequentò corsi di legge e scienze politiche, nel 1811 ottenne la laurea in scienze camerali. Ritornato a Francoforte, nel 1811 venne invitato ad assumere l'incarico di attuario di polizia. Quattro anni dopo, però, a causa della soppressione della parità dei diritti concessa provvisoriamente agli ebrei, fu costretto a lasciare il posto.
Grazie al sostegno di Jeanette Wohl, sua futura moglie, si dedicò al giornalismo fondando i giornali politici di area liberale, Staatsristretto e Die Zeitschwingen. Nel 1818, dopo la sua conversione al Protestantesimo luterano, mutò il suo nome da Loeb Baruch a Ludwig Börne. Dal 1818 al 1821 pubblicò la rivista politica Die Wage ("La bilancia"), che si distinse sia per la qualità dei suoi articoli politici sia per il tono sarcastico e le critiche teatrali. Le autorità soppressero la diffusione del giornale nel 1821 e Börne decise di soggiornare a Parigi, dove preparò la sua raccolta Schilderungen aus Paris ("Quadri parigini") che pubblicata a Francoforte riscosse un buon successo.
Dopo lo scoppio della Rivoluzione di luglio nel 1830 e la sua partecipazione al Festival di Hambach, ritornò a Parigi con la speranza di toccare con mano la realizzazione dei nuovi ideali di libertà. Il frutto dei suoi pensieri e delle sue emozioni fu la raccolta di lettere satiriche Briefe aus Paris (1834), dedicate inizialmente alla Wohl e contenente ritratti vivaci del periodo monarchico parigino del periodo e una serie di articoli sulla situazione politica tedesca. Questi Briefe, accolti con entusiasmo dalla critica marxista e definiti come esempi di pubblicistica politica, non furono trascurati nemmeno dai manuali di storia letteraria.
Negli ultimi anni di vita Börne entrò in polemica con Heine, cui rimproverava l'irriverenza nei riguardi della religione. È sepolto nel cimitero di Père Lachaise, il suo fratello di loggia in Massoneria Jacob Venedey tenne un discorso sulla sua tomba durante il suo funerale. Tra le sue opere più significative si ricordano: Denkrede auf Jean Paul (1826), dedicata ad uno dei suoi scrittori preferiti; Dramaturgische Blätter (1829-1834); Menzel der Franzosenfresser (1837). Scrisse, inoltre, un buon numero di brevi storie e sketches, delle quali la più nota è la Monographie der deutschen Postschnecke (1829).

## Opere principali
- Gesammelte Schriften. 8 vol., Amburgo 1829-1834;
- Briefe aus Paris. 1830-1831., 2 vol., Amburgo, 1832;
- Briefe aus Paris. 1831-1832., 2 vol., 1833;
- Briefe aus Paris. 1832-1833., 2 vol., Parigi, 1834;
- Menzel der Franzosenfresser., Parigi, 1837;
- Ludwig Börne’s Urtheil über H. Heine. Ungedruckte Stellen aus den Pariser Briefen., Francoforte sul Meno, 1840;
- Nachgelassene Schriften., 6 vol., Mannheim 1844-1850;
- Ludwig Börnes gesammelte Schriften., Lipsia, 1899;
- Börnes Werke. Historisch-kritische Ausgabe in zwölf Bänden., Berlino, Lipsia, 1911-1913;
- Denkrede auf Jean Paul., 1924;
- Sämtliche Schriften., Düsseldorf, 1964;
- Ludwig Börne. Spiegelbild des Lebens. Aufsätze zur Literatur., Francoforte sul Meno, 1993;
- Ludwig Börnes Goethe-Kritik, Hannover, 2004;